# Kamni Vrh
Kamni Vrh – wieś w Słowenii, w gminie Litija. W 2018 roku liczyła 47 mieszkańców.